# Пуусепп, Эдгар Карлович
Эдгар Карлович Пуусепп (эст. Edgar Puusepp, 11 сентября 1911, Ревель — 19 декабря 1982, Таллин) — эстонский и советский борец классического стиля, чемпион и призёр чемпионатов СССР, призёр чемпионата Европы. Заслуженный мастер спорта СССР (1951). Судья всесоюзной категории (1949).

## Биография
Родился в 1911 году в Ревеле.
В 1936 году, представляя независимую Эстонию, принял участие в Олимпийских играх в Берлине, где занял 4-е место. В 1939 году стал серебряным призёром чемпионата Европы.
После вхождения Эстонии в состав СССР дважды становился чемпионом СССР.

## Спортивные результаты
- Чемпионат СССР по классической борьбе 1944 года — ;
- Чемпионат СССР по классической борьбе 1945 года — ;
- Чемпионат СССР по классической борьбе 1947 года — ;

## Награды
- Орден «Знак Почёта» (27.04.1957) — «за успехи, достигнутые в деле развития массового физкультурного движения в стране, повышения мастерства советских спортсменов, и успешное выступление на международных соревнованиях